# Мороз Андрій Олексійович
Мороз Андрій Олексійович — український актор.

## Життєпис
Народ. 2 листопада 1966 р. в Києві. Закінчив Київський державний інститут театрального мистецтва ім. І. Карпенка-Карого (1987)
З 1990 до 2005 рік працював актором на кіностудії ім. Довженка.
Грав у фільмах: «Мама, рідна, любима», «У тій царині небес», «Рябий пес, що біжить краєм моря», «Молитва за гетьмана Мазепу», «Богдан-Зиновій».
Член Національної Спілки кінематографістів України та Спілки театральних діячів України.
З 2002 року грає у Київському академічному театрі «Колесо».